# Dagmara Beitnere-Le Galla
 (septembre 2019).
Dagmāra Beitnere-Le Galla, née Zagorska le 13 mars 1955 à Ventspils (Lettonie), est une femme politique lettone.